# Četvrta knjiga Okultne filozofije
Četvrta knjiga Okultne filozofije ili punim imenom Četvrta knjiga Okultne filozofije ili o magijskim ceremonijama  (lat. Liber quartus de occulta philosophia, seu de Cerimonii Magicis), magijska knjiga čije je autorstvo pripisano njemačkom okultistu i astrologu Heinrichu Corneliusu Agrippi (1486. – 1535.). Knjiga se pojavila oko trideset godina poslije Agrippine smrti, a njegov učenik Johann Weyer (1515. – 1588.) proglasio je autorsku atribuciju djela lažnom. Thomas Willard, profesor na Sveučilištu u Arizoni predložio je francuskog okultnog pisca Jacquesa Goharyja (1520. – 1576.) kao izglednog autora knjige, a iznio je i pretpostavku da je isti napisao i Arbatel de magia veterum, ali i Archidoxis magica, koja se tradicionalno pripisuje švicarskom alkemičaru Paracelsusu (1493. – 1541.).
Knjiga se naslanja na i dopunjuje Treću knjigu Okultne filozofije, podnaslovljenu Ceremonijalna magija te stvara sažetiji i praktičniji predložak tehnika za prizivanje duhova. Opisi duhova izvode se vjerojatno iz Honorijeve knjige zakletvi preko Elucidariuma, koji se pseudoepigrafski pripisuje talijanskom liječniku i astrologu Pietru d’Abanu (1250. – 1316.). Može se podijeliti na nekoliko dijelova. U prvom se nalazi rasprava o metodi izdvajanja imena dobrih i zlih duhova koji se odnose na sedam planeta, što je razrada teme koja je bila obrađivana u Trećoj knjizi Okultne filozofije. Nakon imena dolazi opis njihovih karakteristika poslije čega slijedi tablica sa opisima svih oblika povezanih s duhovima planeta. Poslije toga slijedi rasprava o pentaklima i pečatima te o posvećenju alata korištenih u magijskim ritualima.

## Vanjske poveznice
- Četvrta knjiga Okultne filozofije – esotericarchives.com (engl.)
- Četvrta knjiga Okultne filozofije – bibliotecapleyades.net (engl.)
- Četvrta knjiga Corneliusa Agrippe – sacred-texts.com (engl.)